# Anhinga rufa

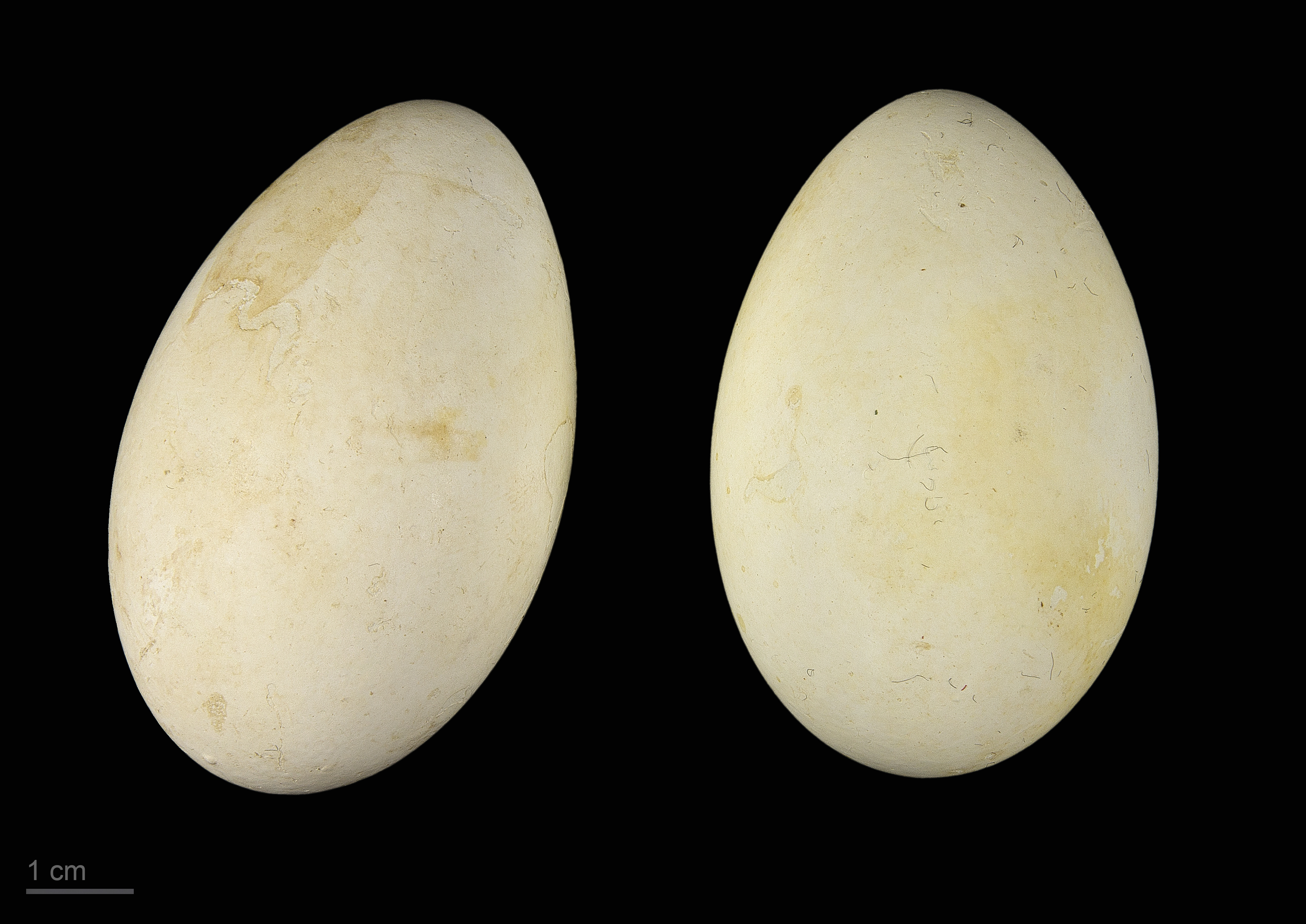
Anhinga rufa chantrei

Anhinga rufa (Daudin, 1802), è un uccello dell'ordine dei Suliformes, comunemente nota come aninga africana.

## Aspetto
Collo lungo e slanciato che sorregge la testa piccola, coda ampia e rigida e becco acuminato di color giallo vivo. Il piumaggio è nero con riflessi bronzei ed è simile nei 2 sessi. Grande 85–95 cm.

## Distribuzione
Diffusa lungo le coste dell'Africa meridionale e quelle del Medio Oriente.

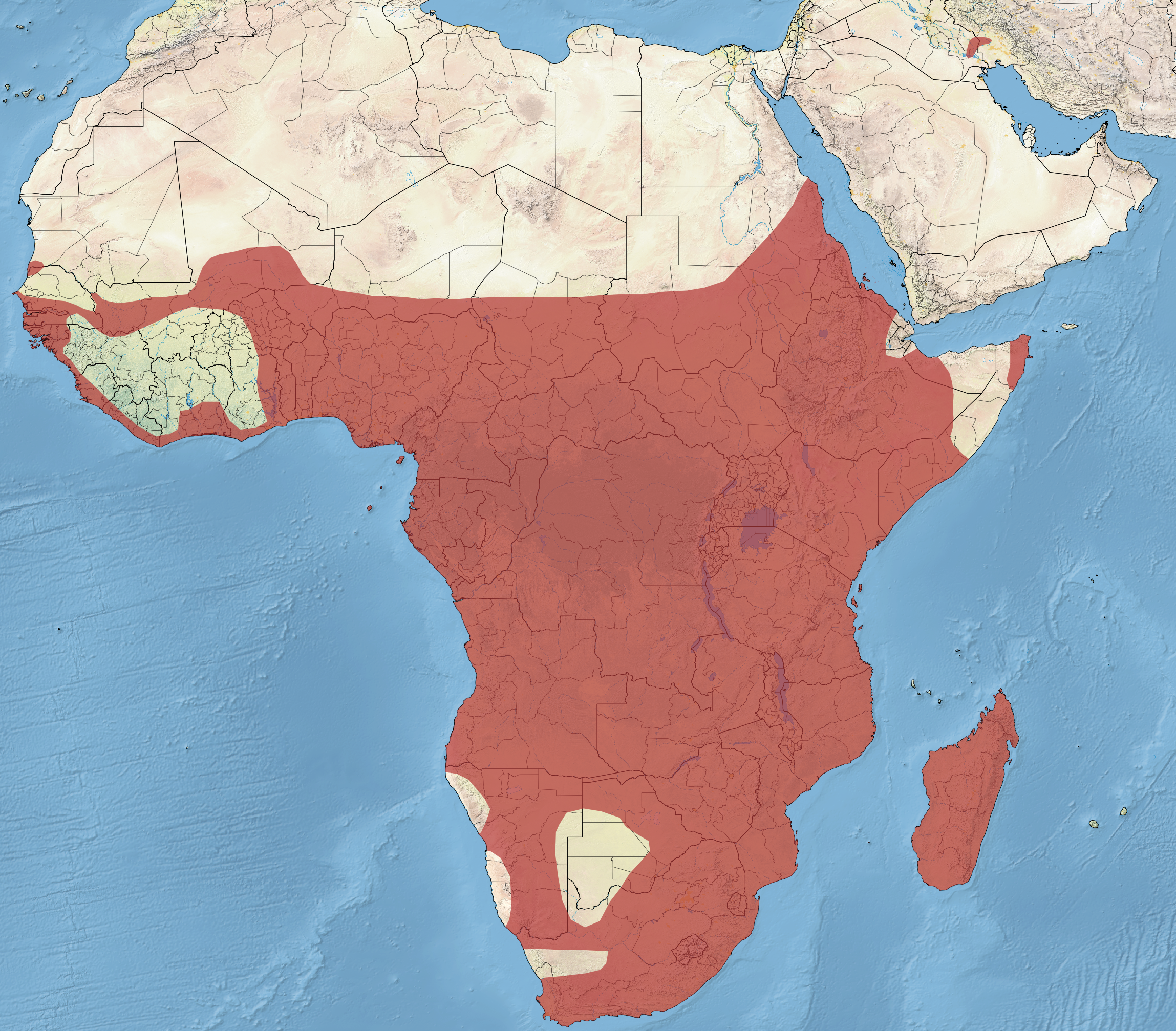
Areale noto dell'aninga africana

## Habitat e nutrimento
Frequenta laghi, ruscelli e stagni, con o senza vegetazione. Mangia in prevalenza pesci.